# Parancistrocerus binotatus
Parancistrocerus binotatus är en stekelart som först beskrevs av Fabricius 1804.  Parancistrocerus binotatus ingår i släktet Parancistrocerus och familjen Eumenidae. Inga underarter finns listade i Catalogue of Life.